# Mister Kingstreet's War
Pour plus de détails, voir Fiche technique et Distribution.
Mister Kingstreet's War est un film américain de Percival Rubens, tourné en 1970 mais sorti en 1973.

## Synopsis
En 1939, en Afrique de l'est, un couple américain, James Kingstreet et sa femme, gèrent une réserve animalière située entre l'Abyssinie, gouvernée par l'Italie, et le Kenya britannique quand débute la seconde guerre mondiale.

## Fiche technique
- Titre : Mister Kingstreet's War
- Réalisation : Percival Rubens
- Scénario : Percival Rubens et George Harding
- Musique : Harry Sukman
- Photographie : Grenville Middleton
- Montage : John A. Bushelman
- Production : Thys Heyns
- Société de production : HRS Films
- Pays :  Afrique du Sud
- Genre : Aventure, drame, thriller et guerre
- Durée : 92 minutes
- Dates de sortie : 
  -  Afrique du Sud : 1er février 1971

## Distribution
- John Saxon : Jim Kingstreet
- Tippi Hedren : Mary Kingstreet
- Rossano Brazzi : Major Bernadelli
- Brian O'Shaughnessy : Morgan Kingstreet
- Kerry Jordan : le colonel Harding
- Joe Seakatsie : Geronimo
- Roland Robinson : le lieutenant Murray
- Anthony Wheeler : l'officier italien
- Raymond Matuson : Bert Southey
- Gaby Getz : Mme. Southey
- John Marcus : Odega